# 李相国 (乒乓球运动员)
李相国（？—），韩国前男子乒乓球运动员。他曾获得1977年世界乒乓球锦标赛混合双打季军。他也参加了1978年亚洲运动会，结果获得混合双打铜牌。